# PhpDocumentor
phpDocumentor는 PHP로 개발된 오픈 소스 문서 생성기이다. 자동으로 PHP 소스 코드의 구문을 분석한 다음에 PHPDoc 포맷의 코멘트과 소스 코드 자체의 구조에 기반하여 읽기 가능한 API와 소스 코드 문서를 생성한다. 객체 지향과 절차적 코드의 문서화를 지원한다. phpDocumentor는 HTML 포맷으로 문서를 생성하기 위해 명령 줄에서 실행된다. 문서 간 연결, 튜토리얼과 같은 사용자 레벨의 문서 통합 등을 지원한다.
phpDocumentor 1.x는 PHP 4에서 최대 PHP 5.2까지의 문법의 구문을 분석할 수 있다.
3.0 메이저 버전이 2020년 10월 27일 출시되었다. PHP 문법 읽기를 최대 7.4까지 지원한다.